# دريقة جناحية
دريقة جناحية (الاسم العلمي:Aspidistra alata) هي نوع من النباتات تتبع جنس الدريقة من الفصيلة الهليونية. تم وصف هذا النوع من النبات علمياً لأول مرة من قبل هانس-يورغن تيليش سنة 2007.